# 鳳林五聖宮
鳳林五聖宮，位於花蓮縣鳳林鎮，是一座主祀五顯大帝之廟宇。

## 沿革
根據〈五聖宮沿革〉記載：相傳於1940年代，鳳林鎮民簡阿財、許進寶、童土生、童豐年等人，因故求問於花蓮市十六股地區之五顯大帝神壇，獲得神諭指示而恭請大帝神像回鄉奉祀，初祀於簡阿財自宅。
民國三十五年台灣光復之初，地方請示神意開始降鸞問事，由簡阿財與許進寶為擔任神乩與文生；後因辦事屢有驗績傳頌於鄉里之間，積極迎請大帝神像蒞自宅問事，形成輪祀。
民國八十二年，初搭建一小型鐵皮神宮，另新塑五顯大帝。並正式定名為「五聖宮」。民國一百零一年，新廟正式落成並舉行入火安座大典。

## 祀神
- 主祀：五顯大帝，分為大帝、二帝、三帝、四帝、五帝，五位為五兄弟，神像面部無蓄鬍，膚色各異：有金面、青面、黑面之膚色差異；手持金磚法寶，或持節鞭、令牌等若干法器。[5]

- 配祀：文昌帝君、註生娘娘
- 從祀：文武判官(即風火二將)、千里眼順風耳、五營將軍

## 軼事

##### 土地公事件
2016年鳳林五聖宮為慶祝「安龍謝土」大典，迎請鳳林鎮中美路福德祠的土地公至五聖宮作客，並隨同出巡繞境，僅留下土地婆獨守小廟；不知情的鎮民驚覺有異打電話報警，後來證實是烏龍一場。
五聖宮廟方後續也特別寫了一張紅字條：「土地公去五聖宮作客」，貼在福德祠門口公告信眾，使信眾安心。

## 外部連結
- 花蓮縣鳳林五聖宮 臉書專頁
- 鳳林五聖宮instagram專頁